# Arturo Escobar
Arturo Escobar   (Manizales, 20 de novembre de 1952) és un antropòleg colombià i professor a la Universitat de Carolina del Nord a Chapel Hill. Les seues àrees d'estudi i investigació són l'ecologia política, l'antropologia del desenvolupament, els moviments socials, la ciència i tecnologia i qüestions sobre Colòmbia.

## Biografia
Escobar va estudiar inicialment enginyeria a la Universitat del Valle a Cali, i des de 1969 va començar a confrontar-se amb els problemes relatius a la fam i a la pobresa d'amplis sectors de la població colombiana. No en va, els seus interessos es van dirigir cada vegada més cap a l'àrea de les ciències socials i l'antropologia del desenvolupament, per la qual cosa va viatjar a Berkeley per realitzar un doctorat en «Philosophy, Policy and Planning of Development» a la Universitat de Califòrnia. Allí va assistir als últims cursos oferts pel filòsof francès Michel Foucault, que tindrien una influència permanent en el seu pensament. La seva tesi de doctorat, finalitzada l'any de 1987, va portar com a títol «Power and Visibility: The Invention and Management of Development in the Third World». En ella va defensar l'argument que el «Tercer Món» no és un fenomen realment existent, dotat d'una realitat objectiva, sinó un camp d'intervenció creat a partir d'interessos geopolítics de poder, sobre el qual s'apliquen unes determinades tecnologies de govern. El «Tercer Món» va ser «inventat» després de la Segona Guerra Mundial, en el marc de la Guerra Freda i dels interessos esatunidencs a Amèrica Llatina i a les acabades d'independitzar nacions d'Àfrica i Àsia.
Després de doctorar-se, Escobar va ensenyar en diverses universitats dels Estats Units d'Amèrica i va començar a interessar-se per temes relatius a l'ecologia i a les teories de la complexitat. Va realitzar diversos treballs de camp al Pacífic colombià, juntament amb comunitats negres, i va aprendre de les seves lluites pel territori i la identitat. Ha estat professor convidat a universitats de Colòmbia, Dinamarca, Equador, Brasil, Mali, Mèxic i Anglaterra. Actualment és professor al departament d'Antropologia de la Universitat de Carolina del Nord a Chapel Hill, on va rebre el títol de Kenan Distinguished Teaching Professor of Anthropology.
Va formar part activa del Grup modernitat/colonialitat, juntament amb altres acadèmics llatinoamericans com Enrique Dussel, Walter Mignolo, Aníbal Quijano, Santiago Castro-Gómez, Edgardo Lander i Ramón Grosfoguel.

## Obra publicada
- The Making of Social Movements in Latin America (1992). Coeditat amb Sonia Alvarez.
- La invención del Tercer Mundo, Construcción y deconstrucción del desarrollo (1996). Caracas. Ministerio del Poder Popular para la Cultura.
- Cultures of Politics/Politics of Culture: Re-visioning Latin American Social Movements (1998). Coeditat amb Sonia Alvarez i Evelina Dagnino.
- El final del salvaje. Naturaleza, cultura y política en la antropología contemporánea (1999).
- Más allá del Tercer Mundo. Globalización y diferencia (2005).
- Sentipensar con la tierra (2014). Medellín. Ediciones Unaula.
- La invención del desarrollo (2014). Popayán. Editorial Universidad del Cauca.
- Autonomía y diseño. La realización de lo comunal (2016). Popayán. Editorial Universidad del Cauca.
- Territorios de diferencia. Lugar, movimientos, vida, redes (2016). Popayán. Editorial Universidad del Cauca.